# 227年
| 千纪： | 1千纪                                                                                           |
| 世纪： | 2世纪 \| 3世纪 \| 4世纪                                                                         |
| 年代： | 190年代 \| 200年代 \| 210年代 \| 220年代 \| 230年代 \| 240年代 \| 250年代                       |
| 年份： | 222年 \| 223年 \| 224年 \| 225年 \| 226年 \| 227年 \| 228年 \| 229年 \| 230年 \| 231年 \| 232年 |
| 纪年： | 丁未年（羊年）；曹魏太和元年；蜀汉建兴五年；东吴黄武六年                                        |

## 大事记
- 中國
  - 3月，蜀漢丞相諸葛亮向劉禪上《出師表》，準備北伐。
  - 4月乙亥日，曹魏再行五銖錢。
  - 魏將孟達叛魏投蜀，魏大將司馬懿用數日時間包圍新城。
  - 蜀漢张嶷領兵討伐广汉绵竹(今四川德阳县北)张慕民变。

## 各国领袖

### 亞洲
- 中國（三国）
  - 蜀漢皇帝：后主刘禅（223年－263年）
    - 蜀漢丞相：诸葛亮（221年－234年）

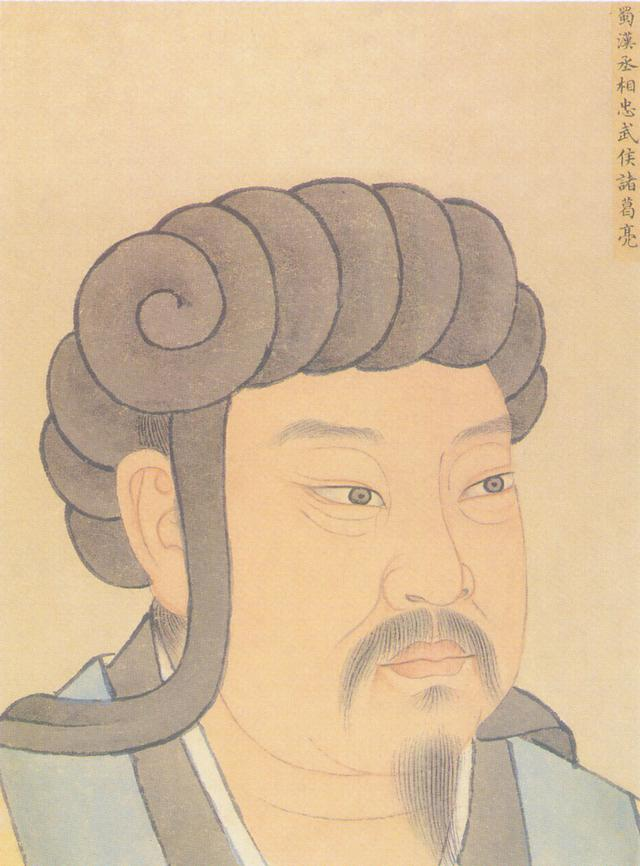
诸葛亮

  - 曹魏皇帝：魏明帝曹叡（226年－239年）
  - 吴王：孙权（222年－252年）
- 拓跋部 - 拓跋力微, 鲜卑大人（219年－277年）
- 小种鲜卑 - 轲比能, 鲜卑大人（190年－235年）[1]
- 日本- 神功皇后（攝政，200年－270年）
- 泰米尔哲罗王朝 - Yanaikat-sey Mantaran Cheral（201年－241年）
- 亚美尼亚- 梯里达底二世（英语：Tiridates II of Armenia）, 亚美尼亚王（217年－252年）
- 朝鲜半岛 (朝鲜三国)
  - 百济 - 仇首王, 百济王 （214年－234年）
  - 伽耶 - 居登王, 伽耶君主（199年－259年）
  - 高句丽 -

  1. 山上王, 高句丽王（197年－227年）
  2. 东川王, 高句丽王（227年－248年）

  - 新罗 - 奈解尼師今, 新罗王（196年－230年）
- 伊比利亚 - Vache, 伊比利亚国王（216年－234年）
- 贵霜帝国 - Kanishka II, 贵霜君主（c.226年－240年）
- 安息帝国 - 沃洛吉斯六世, 安息国王（c.208年－228年）
- 波斯萨珊王朝 – 阿尔达希尔一世, 波斯国王（224年－241年）

### 欧洲
- 罗马帝国（塞维鲁王朝）- 亚历山大·塞维鲁（222年－235年）

### 非洲
- 库施王朝 - 不知名国王，（225年－246年）

## 出生
- 諸葛瞻，蜀漢大臣，諸葛亮之子。（263年逝世）36岁

## 逝世
- 韓當，東吳重要將領。
- 高句麗山上王